# Slims (rzeka)
Slims – rzeka o długości 19 km w południowo-zachodniej części kanadyjskiego Jukonu, która w przeszłości wypływała z lodowca Kaskawulsh i wpadała do jeziora Kluane. W maju 2016 r. kanion powstały w języku lodowca skierował wody roztopowe do rzeki Alsek, powodując między 26 i 29 maja wyschnięcie rzeki Slims oraz znaczny spadek poziomu wody w jeziorze Kluane, które straciło w ten sposób jedyną zasilającą go rzekę. Rzeka prawdopodobnie powstała ok. 1700 r., gdy lodowiec Kaskawulsh urósł i zaczął kierować wodę roztopową do doliny Slims. Nazwa Slims pochodzi od jucznego konia, który utonął w niej w 1903 roku, podczas gorączki złota, przy próbie sforsowania rzeki.